# Ian Shaw (Sänger)
Ian Shaw (* 2. Juni 1962 in St Asaph, Wales) ist ein walisischer Jazzsänger, Pianist, Schauspieler und Musikproduzent.

## Leben und Wirken
Ian Shaw studierte in London, wo er seit Ende der 1980er Jahre arbeitete; zunächst trat er in Musicals auch als Komödiant auf. Dabei traf er auf Carol Grimes und Julie und Keith Tippett. Er nahm mehrmals mit der Sängerin Claire Martin auf und hatte mit ihr Auftritte in der BBC Radio 2 Show Big Band Special, deren Leiter er war. Er produzierte auch eine BBC-Show mit Charlie Crocker. 1994 war Shaw Gastsolist in der Big Band von Gail Thompson und 1995 in der Band von Geoff Gascoyne. 1995/96 entstand seine Alben Ghostsongs und The Echo of a Song, an denen u. a. die Saxophonisten Iain Ballamy und Mornington Lockett mitwirkten. 1998 nahm Shaw mit Cedar Walton und Ballamy das Album In a New York Minute auf, mit Standards wie „Last Night When We Were Young“. 2003 folgte das Album A World Still Turning, bei dem der Sänger Mark Murphy einen Gastauftritt hatte; in der Begleitband spielten Eric Alexander, Paul Bollenback, Billy Childs, Peter Washington und Mark Fletcher.
Shaw trat außerdem 2002 in Jerry Springer: The Opera auf; 2005 hatte er eine Filmrolle in dem Film Pierrepoint. In den Jahren 2004 und 2007 gewann Shaw den Preis als „bester Jazzsänger“ bei den BBC Jazz Awards.
Ian Shaw ist nicht zu verwechseln mit dem gleichnamigen britischen Ägyptologen (* 1961).

## Diskographische Hinweise
- Lazy Blue Eyes (mit Carol Grimes) (1990)
- In a New York Minute (Milestone Records, 1999)
- Soho Stories (Milestone, 2001)
- A World Still Turning (441 Records, 2003)
- Drawn to All Things: The Songs of Joni Mitchell (Linn, 2006, Hybrid-SACD)
- Lifejacket (Linn, 2008, Hybrid-SACD)
- Somewhere Towards Love (Splash Point Records, 2009)
- The Abbey Road Sessions (Splash Point Records, 2011)
- A Ghost in Every Bar - The Lyrics of Fran Landesman (Splash Point Records, 2012)
- What's New? (2020), mit Iain Ballamy, Jamie Safir